# 도코사펜타엔산
도코사펜타엔산(영어: docosapentaenoic acid, DPA)은 곧은 사슬 22:5 지방산으로, 즉 22개의 탄소와 5개의 이중 결합을 가지고 있는 곧은 사슬 개방형 다불포화 지방산이다. 도코사펜타엔산은 주로 2가지 이성질체인 올-시스-4, 7, 10, 13, 16-도코사펜타엔산(즉, 4Z, 7Z, 10Z, 13Z, 16Z-도코사펜타엔산) 및 올-시스-7, 10, 13, 16, 19-도코사펜타엔산(즉, 7Z, 10Z, 13Z, 16Z, 19Z-도코사펜타엔산)을 지칭한다. 이들은 또한 일반적으로 각각 n-6 도코사펜타엔산 및 n-3 도코사펜타엔산이라고도 한다. 이들 명칭은 분자의 메틸 말단에서부터 6번째 탄소 또는 3번째 탄소에 첫 번째 이중 결합이 위치함을 나타내고 있다. 그리고 n-6 다불포화 지방산 및 n-3 다불포화 지방산은 각각 별도의 다불포화 지방산 부류, 즉 오메가-6 지방산 및 오메가-3 지방산이라는 생물학적으로 중요한 차이에 기초하고 있다. 사람을 포함한 포유류들은 오메가-6 지방산과 오메가-3 지방산을 상호변환할 수 없기 때문에 정상적인 건강을 유지하기 위해서는 이러한 두 종류의 필수 다불포화 지방산을 음식물을 통해 섭취해야 한다.

## 이성질체

### 올-시스-4, 7, 10, 13, 16-도코사펜타엔산 (오스본드산)
|  |

n-6 도코사펜타엔산은 관용명이 오스본드산(영어: osbond acid)인 오메가-6 지방산이다. n-6 도코사펜타엔산은 아라키돈산, 즉 5Z, 8Z, 11Z, 14Z-에이코사테트라엔산(5, 8, 11, 14-20:4 n-6)의 단계적 신장 및 불포화에 의해 24탄소의 다불포화 지방산 중간생성물(6, 9, 12, 15, 18-24:5 n-6)을 형성하고, 이러한 중간생성물을 역변환시킴으로써 형성된다.

### 올-시스-7, 10, 13, 16, 19-도코사펜타엔산 (클루파노돈산)
|  |

n-3 도코사펜타엔산은 관용명이 클루파노돈산(영어: clupanodonic acid)인 오메가-3 지방산이다. n-3 도코사펜타엔산은 도코사헥사엔산(DHA, 22:6 n-3)의 전구체이고 최종 생성물인 4, 7, 10, 13, 16, 19-22:6 n-3가 n-3 도코사펜타엔산으로 역변활될 수 있는 다음의 단계적 경로에서 에이코사펜타엔산(EPA, 5, 8, 11, 14, 17-20:5 n-3)과 도코사헥사엔산 사이의 중간매개체이다.
사람의 세포를 포함한 포유류의 세포는 n-3 도코사펜타엔산을 염증해소촉진 전달자 부류의 다불포화 지방산 대사산물로 대사한다. 이들 대사산물은 7가지 레졸빈 D(RvT1, RvT2, RvT3, RvT4, RvD1n-3, RvD2n-3, and RvD5n-3)와 2가지 프로텍틴(PD1n-3 and PD2n-3)과 3가지 마레신(MaR1n-3,  MaR2n-3,and MaR3n-3)을 포함한다.

## 영양
도코사펜타엔산(DPA)은 에이코사펜타엔산(EPA)와 구조적으로 유사하고 이중 결합의 갯수도 동일한 n-3 지방산이지만, 탄소 수는 2개가 더 많다.

### 식이 공급원
미국 농부부 산하의 미국 농업연구소에 따르면 도코사펜타엔산의 5대 공급원은 다음과 같다.
1. 생선기름, 고등어 13.6g 당 0.668g 의 도코사펜타엔산
2. 생선기름, 연어 13.6g 당 0.407g 의 도코사펜타엔산
3. 연어 108g 당 0.335g 의 도코사펜타엔산
4. 생선, 대서양 양식 연어 85g 당 0.334g 의 도코사펜타엔산
5. 쇠고기 85g 당 0.326g 의 도코사펜타엔산

바다표범 고기와 사람의 모유에는 도코사펜타엔산이 풍부하다.

## 기능
오메가-3 지방산인 클루파노돈산은 도코사헥사엔산 및 다른 긴사슬 오메가-3 지방산들과 함께 염증 메커니즘과 같은 사람에서 오메가-3 지방산의 특성을 결정하기 위해 연구 중에 있다.

## 같이 보기
- 오메가-3 지방산
- 오메가-3 지방산의 목록